# Tau1 Gruis
Tau1 Gruis (τ1 Gru) es una estrella en la constelación de Grus, la grulla. De magnitud aparente +6,03, comparte la denominación de Bayer «Tau» con otras dos estrellas, τ2 Gru y τ3 Gru. Las tres estrellas no están físicamente relacionadas entre sí, hallándose a distinta distancia del sistema solar.
En 2002 se anunció el descubrimiento de un planeta extrasolar en órbita alrededor de Tau1 Gruis.

## Características físicas
Situada a 109 años luz de distancia del sistema solar, Tau1 Gruis es una enana amarilla de tipo espectral G0V y 6008 K de temperatura efectiva.
Sin embargo, su elevada luminosidad —3,6 veces mayor que la del Sol—, sugiere que está empezando a evolucionar y que probablemente finalizará pronto la fusión de su hidrógeno interno.
Esto también viene corroborado por su tamaño, ya que su radio, evaluado mediante interferometría, es un 72 % más grande que el del Sol.
Su velocidad de rotación es igual o superior a 5,9 km/s y no muestra actividad cromosférica.
Tiene una masa aproximadamente un 33 % mayor que la masa solar y una edad estimada de 5400 millones de años.

## Composición elemental
Como muchas estrellas con sistemas planetarios, Tau1 Gruis posee una elevada metalicidad —basada en su abundancia relativa de hierro—, siendo esta un 74 % mayor que la solar ([Fe/H] = +0,24).
Otros elementos evaluados también son «sobreabundantes», como por ejemplo el sodio, 2,2 veces más abundante que en el Sol.
En cuanto a su contenido de litio (logє[Li] = 2,77), este es muy superior al solar, pero hay que tener en cuenta que el Sol parece estar empobrecido en este elemento en relación con otras estrellas similares de nuestro entorno.

## Sistema planetario
Medidas de velocidad radial sugieren que en torno a Tau1 Gruis existe un planeta con una masa mínima 1,23 veces mayor que la masa de Júpiter. Situado a una distancia media de 2,56 UA de la estrella —la distancia que separa al cinturón de asteroides del Sol—, completa una órbita casi circular en algo más de 3,6 años.
| Acompañante (En orden desde la estrella) | Masa (MJ) | Período orbital (días) | Semieje mayor (UA) | Excentricidad   |
| ---------------------------------------- | --------- | ---------------------- | ------------------ | --------------- |
| Tau1 Gruis b                             | > 1,23    | 1311 ± 49              | 2,56               | 0,0703 ± 0,0781 |